# Zahleh (district)
Zahleh is een district in het gouvernement Beka in Libanon. De hoofdstad is de gelijknamige stad Zahleh.
Zahleh heeft een oppervlakte van 425 km² en een bevolkingsaantal van 125.000.